# 夜半钟声
《夜半钟声》（英語：Chimes at Midnight）是一部1966年西班牙和瑞士合拍的英語電影，奥森·威尔斯担任导演和主演。根据莎士比亚的作品英国编年史改编。

## 演員
- 奥森·威尔斯 飾 約翰·法斯塔夫爵士
- Keith Baxter（英语：Keith Baxter (actor)） 飾 亨利五世
- 約翰·吉爾古德 飾 亨利四世
- 珍妮·摩露 飾 Doll Tearsheet（英语：Doll Tearsheet）
- 瑪格麗特·魯斯福德 飾 Mistress Quickly（英语：Mistress Quickly）
- Norman Rodway（英语：Norman Rodway） 飾 Henry Percy（英语：Henry Percy (Hotspur)）
- 費爾南多·雷伊（英语：Fernando Rey） 飾 Earl of Worcester（英语：Thomas Percy, 1st Earl of Worcester）
- Marina Vlady（英语：Marina Vlady） 飾 Kate Percy（英语：Elizabeth Mortimer）
- Alan Webb（英语：Alan Webb (actor)） 飾 Justice Shallow（英语：Robert Shallow）
- Walter Chiari（英语：Walter Chiari） 飾 Justice Silence
- Michael Aldridge（英语：Michael Aldridge） 飾 Pistol（英语：Ancient Pistol）
- Tony Beckley（英语：Tony Beckley） 飾 Ned Poins（英语：Ned Poins）
- Andrew Faulds（英语：Andrew Faulds） 飾 Earl of Westmorland（英语：Ralph Neville, 1st Earl of Westmorland）
- 若澤·涅托（英语：José Nieto (actor)） 飾 Earl of Northumberland（英语：Henry Percy, 1st Earl of Northumberland）
- Jeremy Rowe 飾 約翰王子
- Beatrice Welles（英语：Beatrice Welles） 飾 Falstaff's Page
- 帕特里克·貝德福特（英语：Patrick Bedford） 飾 Bardolph（英语：Bardolph (Shakespeare character)）
- 查爾斯·法雷爾（英语：Charles Farrell (Irish actor)）
- Fernando Hilbeck
- Andrés Mejuto
- Julio Peña
- Keith Pyott（英语：Keith Pyott）
- 雷夫·理查德森（英语：Ralph Richardson） 飾 旁白